# Янковский, Александр Алексеевич
Александр Алексеевич Янковский (27 мая 1911, Орша — 16 мая 1999, Красноярск) — машинист паровоза; Герой Социалистического Труда (1943), депутат Верховного Совета СССР X созыва (1979—1984).

## Биография
С 1926 г. — рабочий, затем слесарь, машинист депо Орша Западной железной дороги. В 1930-х гг. освоил методы П. Кривоноса, стал водить поезда с повышенной скоростью. Назначен помощником начальника паровозного отделения по экипировке (начальник — К. С. Заслонов).
В годы войны водил поезда с войсками, боевой техникой и боеприпасами от Москвы до Можайска. С 1942 г. в составе 3-й паровозной колонны специального резерва (начальник — Н. А. Макаров) Народного комиссариата путей сообщения СССР обеспечивал войска Сталинградского, Донского, Брянского и Белорусского фронтов. За самоотверженный труд был удостоен звания Героя Социалистического Труда (Указ Президиума Верховного Совета СССР 5.11.1943).
В 1946 году окончил Центральные технические курсы МПС СССР, назначен начальником топливно-тепло-технического сектора Оршанского отделения железной дороги. В 1952 г. переведён на аналогичную должность в Красноярск. С 1959 г. — инструктор по теплотехнике, затем — начальник восстановительного поезда станции Красноярск.
В 1968 г. вышел на пенсию, продолжал работать приёмосдатчиком грузобагажа. В 1979 году был избран депутатом Верховного Совета СССР X созыва (1979—1984).
Скончался в Красноярске 16 мая 1999 года после тяжёлой болезни.

## Награды
- Герой Социалистического Труда (1943) — за особые заслуги в деле обеспечении перевозок для фронта и народного хозяйства и выдающиеся достижения в восстановлении железнодорожного хозяйства в трудных условиях военного времени
- два ордена Ленина
- орден Трудового Красного Знамени
- орден Отечественной войны 1-й степени (1985).